# Mouvement démocratique portugais

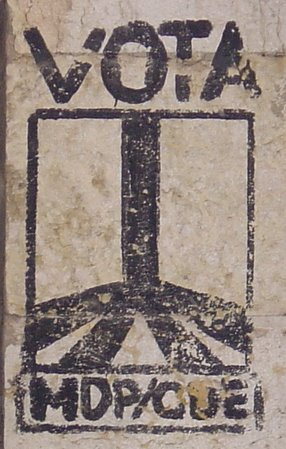
MDP/CDE : Graffiti sur un mur de Lisbonne invitant à aller voter

Le Mouvement démocratique portugais (MDP) ou Mouvement démocratique portugais-Commission démocratique électorale (MDP-CDE) est un parti politique de gauche fondé en 1969 pour rassembler l'opposition au régime autoritaire de l'Estado Novo.
Quand la démocratie se rétablit à l'issue de la révolution des Œillets, le MDP participe à tous les gouvernements démocratiques provisoires. Lors des premières élections constituantes de 1975, le MDP obtient 4,14 % des voix et 5 députés. À partir de 1979, le MDP se présente en coalition avec le Parti communiste portugais dans le cadre de l'Alliance du peuple uni, obtenant ainsi quelques députés à chaque scrutin jusqu'en 1987. Se divisant alors sur sa stratégie, le MDP se scinde alors en deux mouvements, Intervention démocratique, qui demeure fidèle à l'alliance avec le PCP, et Politica XXI, qui se rapproche de l'extrême-gauche et donne naissance au Bloc de gauche en 1999.